# Diskenspringeren
Diskenspringeren er en dansk stumfilm fra 1917, der er instrueret af Lau Lauritzen Sr. efter manuskript af Frederik Jacobsen.

## Handling
Denne artikel mangler et handlingsreferat. Hjælp os med at skrive det.

## Medvirkende
- Lauritz Olsen - Købmand Tranbjerg
- Ingeborg Bruhn Bertelsen - Else, Tranbjegs datter
- Carl Schenstrøm - Langemand, galaterihandler
- Frederik Buch - Diskenspringer Nullerup
- Mathilde Felumb Friis
- Astrid Krygell
- Rasmus Christiansen